# دهه ۹۳۰ (میلادی)
دهه ۹۳۰ (میلادی) دهه نود و سوم تقویم میلادی است.

## درگذشتگان
‎